# Мтамба, Уланда
Уланда Мтамба — малавийский борец за образование, выступающая против детских браков. В 2023 году она стала президентом Ротари Интернэшнл в Лимбе и одной из 100 женщин Би-би-си. Также она — страновой директор организации «Продвижение образования девочек в Африке» (Advancing Girls Education, AGE Africa).

## Жизнь
Родной город Мтамбы — Лилонгве в Малави. В её сообществе девочки часто бросают учёбу ради замужества. Она борется за образование и против детских браков.
Мтамба с 2003 года работает над улучшением жизни людей, живущих со СПИДом. В 2018 году она была членом нью-йоркской Коалиции по адвокации вакцины от СПИДа. В 2019 году она присоединилась к Ротари Интернэшнл.
Мтамба — страновой директор организации «Продвижение образования девочек в Африке» (AGE Africa), американской некоммерческой организации, основанной в 2005 году Ксантой Шарфф для финансирования образования африканских девочек.
В 2023 году Мтамба стала президентом Международного клуба Ротари Лимбе. Она первая женщина, занявшая эту должность в Лимбе. Её клуб объявил о завершении трёхлетней работы по управлению водоразделом в районе Мачинга, которую он возглавлял; эта работа улучшит жизнь 2500 человек.
Мтамба стала одной из тринадцати африканок, включенных в список 100 женщин Би-би-си в 2023 году. Ещё три женщины из этого списка посетили её район, поскольку они также обеспокоены ситуацией с образованием девочек в Малави: это были Мишель Обама, Мелинда Френч Гейтс и Амаль Клуни, они приехали в среднюю школу в Малави в ноябре 2023 года. Обама сказала, что она слышала о работе, проводимой в поддержку образования девочек, и что её фонд финансирует AGE Africa с 2018 года. Мтамба, как страновой директор AGE Africa, отметила, что визит представительниц трёх других стран показал важность их работы.
Уланда также входит в число 100 вдохновляющих женщин второго сезона 2024 года по версии журнала Wealth Woman Magazine в Малави. В своём рассказе о детских браках она отмечает, что большинство девушек выходят замуж до восемнадцати лет, а десять процентов — до пятнадцати лет.